# Arthur Aeschlimann (Fabrikant)
Johann Arthur Aeschlimann (* 29. Januar 1842 in Burgdorf; † 2. Dezember 1908 in ebenda) war ein Schweizer Hafner, Ofenbauer und Röhrenfabrikant einer bedeutenden Burgdorfer Hafnerdynastie.

## Leben
Arthur Aeschlimann war der Sohn von Heinrich Aeschlimann (1806–1866) und M. Bertha Burger von Burgdorf (1803–1853). Für das Jahr 1860 ist die Ausstellung eines Wanderbuches belegt, d. h., er begab sich mit 18 Jahren auf Gesellenwanderung, um seinen Horizont zu erweitern und die technischen Kenntnisse zu vertiefen. Das Wanderbuch ist nicht erhalten, so dass nicht bekannt ist, welchen Teil Europas er bereist hat. Nach seiner Rückkehr heiratete er im Jahr 1868 Elisabeth Stähli von Burgdorf (9. Mai 1842–16. Januar 1876) und 1877 in zweiter Ehe Louise Ryser von Heimiswil (30. Oktober 1846–9. Juni 1919). Im Adressbuch für den Gemeindebezirk Burgdorf, Jahrgang 1875, wird er als «Deichelfabrikant» an der Rütschelengasse bezeichnet. Vermutlich hatte er sich grösstenteils auf die Röhrenproduktion verlegt.

## Produkte
Von Aeschliemann sind keine keramischen Produkte bekannt. In einem Inserat im Anzeiger für die Kirchgemeinden Kirchberg, Utzenstorf, Koppigen und Hindelbank vom 7. April 1894 wies er auf sein «grosses Lager in Thonröhren sowie Ferkel- und Schweinetröge von Steingut» hin. Erstaunlich ist in diesem Zusammenhang, dass sich in seiner Werkstatt zwischen 1890 und 1901 immerhin elf Hafnergesellen nachweisen lassen, von denen sieben aus der Schweiz (Kantone Zug, Aargau und Solothurn), zwei aus Bayern, einer aus Württemberg und einer aus Böhmen kamen. Was diese bei ihm lernten oder fertigten, ist nicht bekannt.